# Miss USA 2009
Miss USA 2009, est la 58e élection de Miss USA. L'élection a lieu le 19 avril 2009 au Planet Hollywood Resort and Casino, dans la salle du AXIS (en), à Las Vegas (Nevada).
La gagnante est Kristen Dalton (Miss Caroline du Nord), laquelle succède ainsi à Crystle Stewart, élue Miss USA 2008.
Les 50 États et le District de Columbia participent à l'élection. L'événement est diffusé sur la chaîne américaine NBC, et est présenté par Billy Bush et Nadine Velazquez.

## Classement final
| Titre         | Candidates |
| ------------- | --- |
| Miss USA 2019 | - Caroline du Nord - Kristen Dalton |
| 1re dauphine  | - Californie - Carrie Prejean |
| 2e dauphine   | - Arizona - Alicia-Monique Blanco |
| 3e dauphine   | - Utah - Laura Chukanov |
| 4e dauphine   | - Kentucky - Maria Elizabeth Montgomery |
| Top 10        | - Arkansas - Chanley Painter - Caroline du Sud - Stephanie Murray Smith (en) - Tennessee - Kristen Motil - Texas - Brooke Daniels - Virginie-Occidentale - Jessi Pierson |
| Top 15        | - Connecticut - Monica Mary Pietrzak - Géorgie - Kimberly Gittings - Idaho - Melissa Weber - Minnesota - Erica Nego (en) - Virginie - Maegan Phillips                    |

### Prix spéciaux
| Prix spéciaux   | Candidates                             |
| --------------- | -------------------------------------- |
| Miss Sympathie  | - Wyoming - Cynthia Pate               |
| Miss Photogénie | - Virginie-Occidentale - Jessi Pierson |

## Polémique
Lors de la séance questions-réponses, Perez Hilton, juge de la compétition, demande à Carrie Prejean (Miss Californie 2009) son point de vue sur la légalisation du mariage entre personnes du même sexe. Ce à quoi, Prejean répond que le mariage devrait être seulement entre personnes de sexe opposé.
Plusieurs médias s'accordent pour dire que cette réponse coûta le titre de Miss USA à Carrie Prejean, considérée comme favorite de la compétition. 
À la suite de cette polémique, Carrie Prejean se voit déchoir de son titre de Miss Californie.